# 노랑촉수
노랑촉수는 촉수과의 물고기이다. 몸길이는 약 20cm이다. 수심 90m 이상의 대륙붕에 서식한다. 등쪽은 붉은색이고 배쪽은 흰색이다.